# New Shoreham
New Shoreham és una població dels Estats Units a l'estat de Rhode Island. Segons el cens del 2000 tenia 1.010 habitants.

## Demografia
Segons el cens del 2000, New Shoreham tenia 1.010 habitants, 472 habitatges, i 250 famílies. La densitat de població era de 40,1 habitants per km².
Dels 472 habitatges en un 21,4% hi vivien nens de menys de 18 anys, en un 43,4% hi vivien parelles casades, en un 7,2% dones solteres, i en un 47% no eren unitats familiars. En el 35% dels habitatges hi vivien persones soles el 12,9% de les quals corresponia a persones de 65 anys o més que vivien soles. El nombre mitjà de persones vivint en cada habitatge era de 2,13 i el nombre mitjà de persones que vivien en cada família era de 2,82.
Per edats la població es repartia de la següent manera: un 18,3% tenia menys de 18 anys, un 4,7% entre 18 i 24, un 31,1% entre 25 i 44, un 28,6% de 45 a 60 i un 17,3% 65 anys o més.
L'edat mediana era de 43 anys. Per cada 100 dones de 18 o més anys hi havia 95,5 homes.
La renda mediana per habitatge era de 44.779 $ i la renda mediana per família de 59.844 $. Els homes tenien una renda mediana de 39.432 $ mentre que les dones 28.125 $. La renda per capita de la població era de 29.188 $. Aproximadament el 8% de les famílies i el 7,9% de la població estaven per davall del llindar de pobresa.